# Stavkirke di Røldal
La stavkirke di Røldal (Røldal stavkyrkje) è una stavkirke localizzata a Røldal nella municipalità di Ullensvang, contea di Vestland in Norvegia e fu costruita nel XIII secolo.

## Storia
La piccola chiesa è meglio conosciuta per il suo crocifisso miracoloso, dal quale, dice la leggenda, emergono gocce d'acqua ogni notte di mezza estate. Questo fluido dovrebbe avere effetti curativi, ma non si sa se qualcuno è stato effettivamente curato da qualche malattia.
La stavkirke di Røldal ha ricevuto molti doni generosi dai pellegrini che l'hanno visitata e il piccolo villaggio era piuttosto ricco durante il Medioevo. Nel XVII secolo l'interno è stato riccamente decorato con affreschi.
Nel tardo XIX secolo la chiesa è stata ricostruita e fu recuperata parte della storia della chiesa. Questo portò a una grossa investigazione su come la chiesa è stata costruita. Il risultato fu che la stavkirke di Røldal era leggermente diversa dalle altre, ed è controverso il fatto che la chiesa sia una stavkirke o una stolpekirke. Questo è comunque un modello più antico che si crede sia stato rimpiazzato.

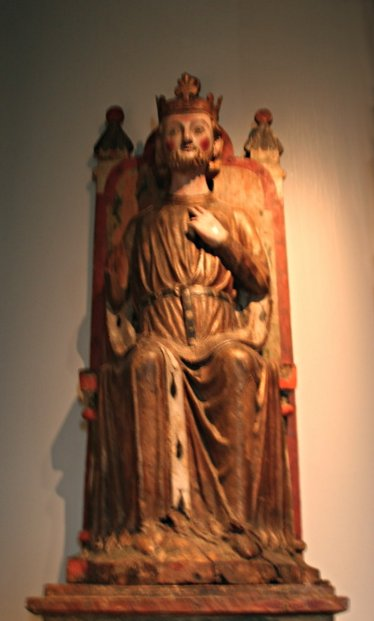
Sant'Olav, 1250 circa
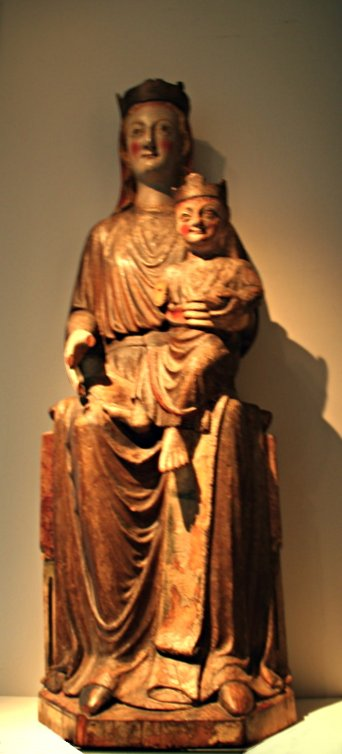
Madonna col Bambino, 1250 circa
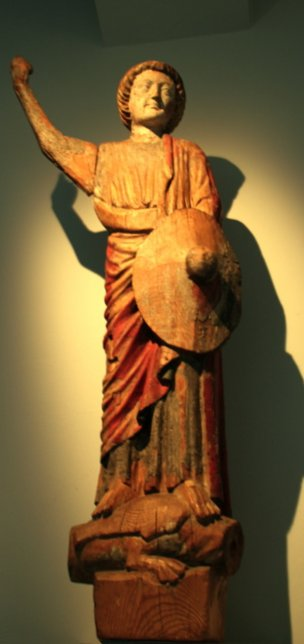
Arcangelo Michele, 1200 circa